# Rapid Reload
Rapid Reload, pubblicato originariamente in Giappone come Gunners Heaven (ガンナーズヘヴン?, Gannāzu Hevun),  è un videogioco run 'n' gun sviluppato da Media.Vision e pubblicato nel 1995 da Sony Computer Entertainment per PlayStation. Il gioco è stato distribuito su PlayStation Network per PlayStation 3, PlayStation Portable e PlayStation Vita.

## Modalità di gioco
Simile a Gunstar Heroes di Treasure, il giocatore controlla uno dei due cacciatori di tesori, Axel Sonics o Ruka Hetfield, attraverso sei livelli.